# HD199311
HD199311 — хімічно пекулярна зоря спектрального класу A0, що має видиму зоряну величину в смузі V приблизно  6,7.
Вона  розташована на відстані близько 390,1 світлових років від Сонця.